# Аньикур
Аньику́р (фр. Hagnicourt) — коммуна во Франции, находится в регионе Шампань — Арденны. Департамент коммуны — Арденны. Входит в состав кантона Новьон-Порсьен. Округ коммуны — Ретель.
Код INSEE коммуны — 08205.
Коммуна расположена приблизительно в 185 км к северо-востоку от Парижа, в 75 км севернее Шалон-ан-Шампани, в 21 км к юго-западу от Шарлевиль-Мезьера.

## Население
Население коммуны на 2008 год составляло 63 человека.
| 1962 | 1968 | 1975 | 1982 | 1990 | 1999 | 2008 |
| ---- | ---- | ---- | ---- | ---- | ---- | ---- |
| 79   | 82   | 69   | 72   | 59   | 64   | 63   |

## Администрация
| Период | Период | Фамилия       | Партия | Должность |
| ------ | ------ | ------------- | ------ | --------- |
| 2001   | 2008   | Мишель Лебо   |        |           |
| 2008   | 2010   | Бернар Бриу   |        |           |
| 2010   |        | Оливье Ламбер |        |           |

## Экономика
В 2007 году среди 36 человек в трудоспособном возрасте (15—64 лет) 26 были экономически активными, 10 — неактивными (показатель активности — 72,2 %, в 1999 году было 55,9 %). Из 26 активных работали 26 человек (16 мужчин и 10 женщин), безработных не было. Среди 10 неактивных 4 человека были учениками или студентами, 2 — пенсионерами, 4 были неактивными по другим причинам.

## Достопримечательности
- Замок Арзильмон[фр.] (XVI век). Исторический памятник с 1987 года.[3]
- Церковь Сен-Клер[фр.] (XII—XIV века). Исторический памятник с 1911 года.[4]

## Фотогалерея

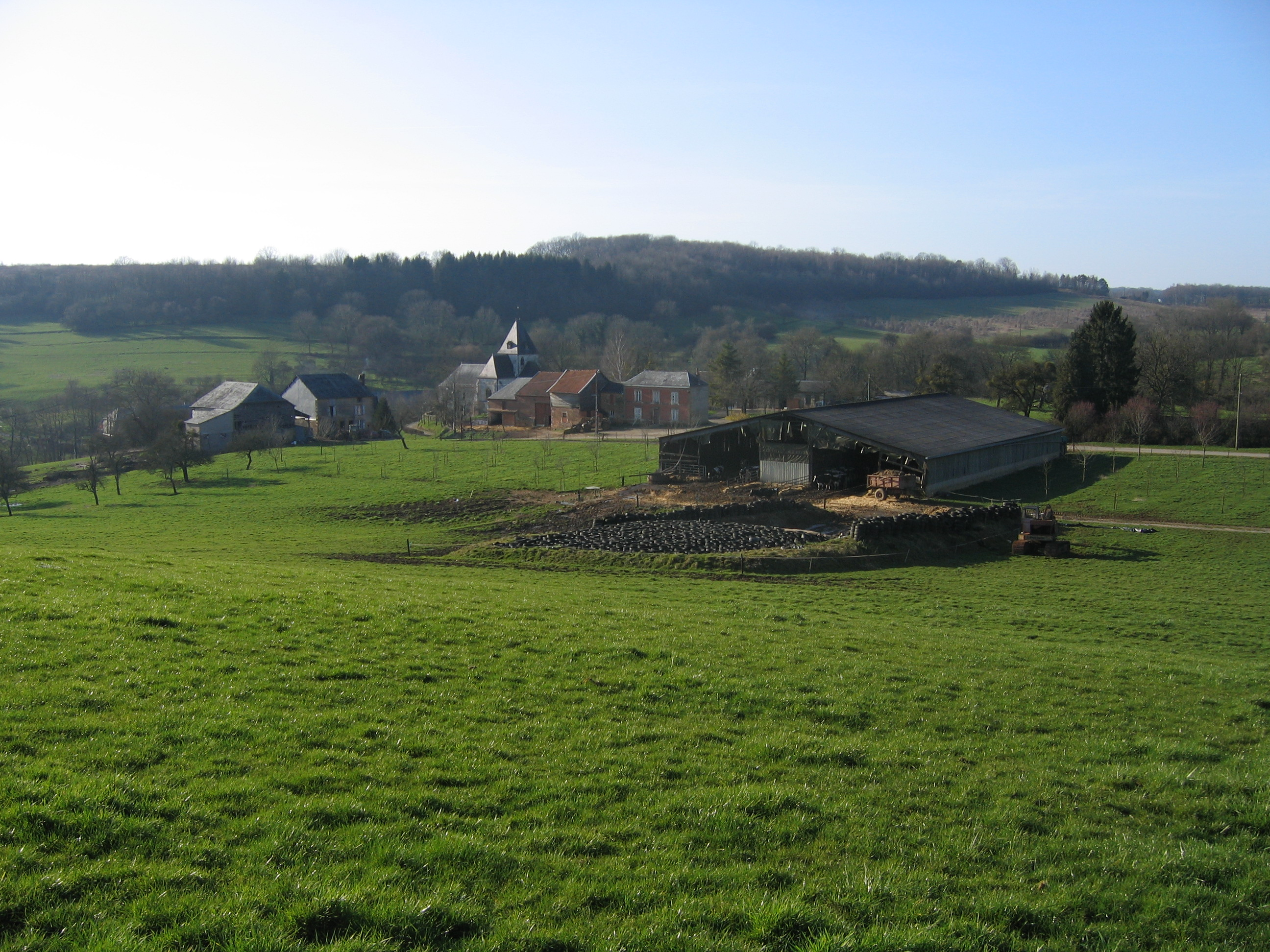
Аньикур
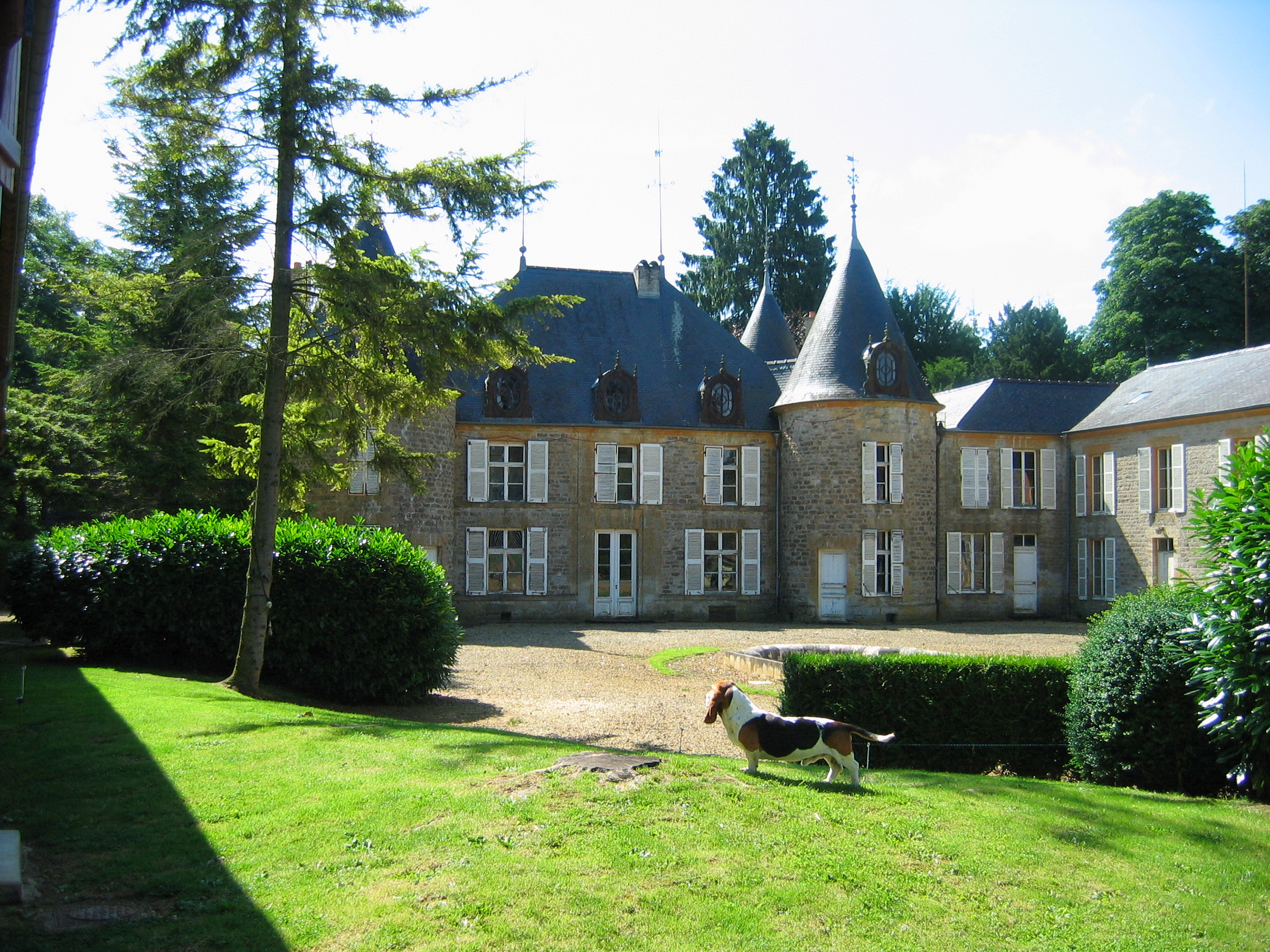
Замок Арзильмон
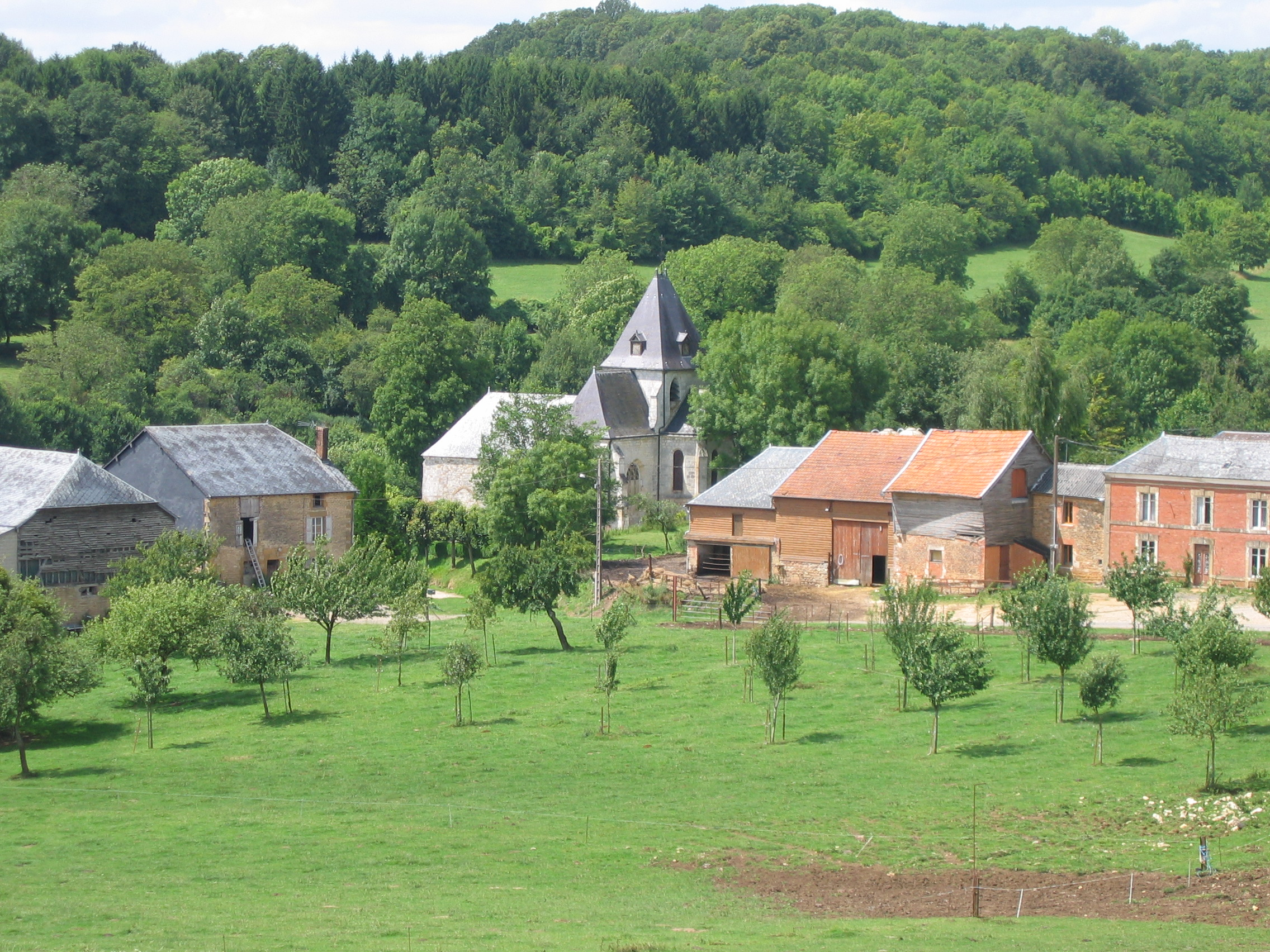
Церковь Сен-Клер
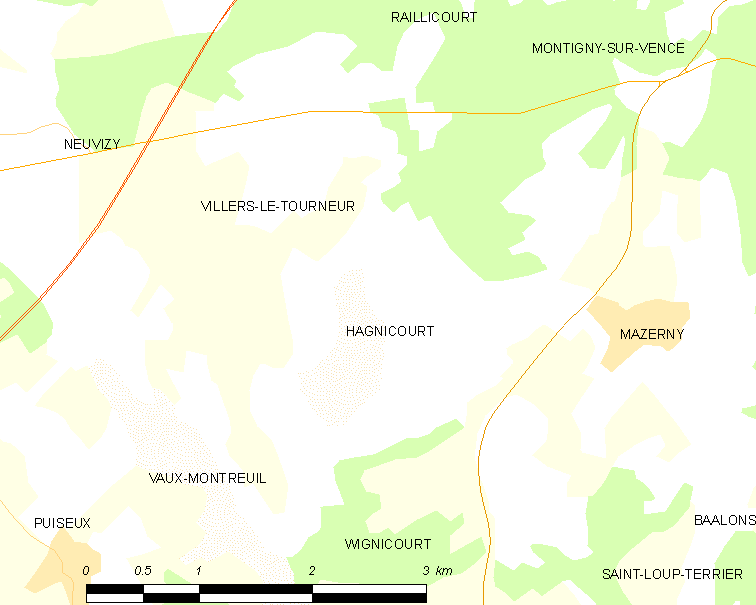
Карта коммуны